# Johann III. (Oldenburg)
Graf Johann III. von Oldenburg (urkundlich bezeugt 1302–1342) war Graf von Oldenburg. Er war der zweite Sohn des Grafen Johann II. aus dessen erster Ehe mit Elisabeth von Braunschweig-Lüneburg.

## Leben
Johann III. teilte ab 1316 seine Herrschaft mit seinem Bruder Christian IV. (urkundlich bezeugt 1302–1323) und seit 1324 mit seinem Halbbruder Konrad I. (urkundlich bezeugt 1313–1347). Um 1330 übernahm er vorübergehend die vormundschaftliche Herrschaft in der Grafschaft Stotel. Auf seinen Auftrag wurde die 1336 fertiggestellte Rasteder Bilderhandschrift des Sachsenspiegels angefertigt, die das Interesse des Grafen an einer Rechtsprechung auf solider Grundlage bezeugt.
Ein Tauschgeschäft im Jahre 1331, das dem Grafenhaus gegen Besitzungen in Menslage, Löningen und Lastrup die Burg Elmendorf und die Besitzrechte der Herren von Elmendorf im Ammerland einbrachte, schloss Johann urkundlich zusammen mit Konrad und seinem weiteren Halbbruder Moritz († 1368) ab. Gemeinsam mit Konrad agierte er auch als Bündnispartner des Erzbischofes Burchard Grelle von Bremen gegen die Rüstringer Friesen bis zum Friedensschluss vom 15. Dezember 1337.
Aus seiner Ehe mit Mechthild, deren Herkunft nicht ermittelbar ist, sind vier Söhne nachweisbar, von denen aber nur Johann IV. als Nachfolger seines Vaters hervortritt.